# Еврибия
Еврибия е древногръцката митология е дъщеря на Понт и Гея. Омъжена е за титана Криос и имат трима сина – Астрей, Перс, и Палант. Тя е второстепенна морска богиня под властта на Посейдон.
Еврибия е спомената от Хезиод в Теогония, и от Аполодор в Библиотека.